# Qualificazioni al campionato mondiale femminile di pallavolo 2010 (NORCECA)
Le qualificazioni per il campionato mondiale femminile di pallavolo 2010 dell'America del Nord, hanno messo in palio 6 posti per il campionato mondiale femminile di pallavolo 2010. Delle 35 squadre nordamericane appartenenti alla NORCECA e avanti diritto di partecipare alle qualificazioni, ne hanno partecipato 32.

## Squadre partecipanti
| - Anguilla - Antigua e Barbuda - Antille Olandesi - Aruba - Bahamas - Barbados - Belize - Bermuda | - Canada - Costa Rica - Cuba - Dominica - El Salvador - Giamaica - Grenada - Guatemala | - Haiti - Honduras - Isole Cayman - Isole Vergini Americane - Isole Vergini Britanniche - Messico - Nicaragua - Panama | - Porto Rico - Rep. Dominicana - Saint Kitts e Nevis - Saint Lucia - Saint Vincent e Grenadine - Stati Uniti - Suriname - Trinidad e Tobago |

## Prima fase

### Squadre partecipanti
| - Anguilla - Antigua e Barbuda - Bermuda - Dominica - Grenada | - Isole Vergini Britanniche - Saint Kitts e Nevis - Saint Lucia - Saint Vincent e Grenadine |

### Gironi
| Girone A                                                                | Girone B                                                        |
| ----------------------------------------------------------------------- | --------------------------------------------------------------- |
| Anguilla Bermuda Dominica Isole Vergini Britanniche Saint Kitts e Nevis | Antigua e Barbuda Grenada Saint Lucia Saint Vincent e Grenadine |

### Qualificate al secondo turno
- Bermuda
- Saint Lucia

## Seconda fase

### Squadre partecipanti
| - Antille Olandesi - Aruba - Bahamas - Barbados - Belize - Bermuda - El Salvador - Giamaica - Guatemala | - Haiti - Honduras - Isole Cayman - Isole Vergini Americane - Nicaragua - Panama - Saint Lucia - Suriname - Trinidad e Tobago |

### Gironi
| Girone C                                                                          | Girone D                                                 | Girone E                                               |
| --------------------------------------------------------------------------------- | -------------------------------------------------------- | ------------------------------------------------------ |
| Antille Olandesi Aruba Bermuda Isole Vergini Americane Suriname Trinidad e Tobago | Bahamas Barbados Giamaica Haiti Isole Cayman Saint Lucia | Belize El Salvador Guatemala Honduras Nicaragua Panama |

### Girone C -Port of Spain

#### Gruppi
| Gruppo A                                        | Gruppo B                          |
| ----------------------------------------------- | --------------------------------- |
| Aruba Isole Vergini Americane Trinidad e Tobago | Antille Olandesi Bermuda Suriname |

#### Fase finale

##### Finali 1 e 3º posto
|  | Semifinali              | Semifinali              | Semifinali        |                   |                  | Finale 1º/2º posto      | Finale 1º/2º posto      | Finale 1º/2º posto |  |
|  |                         |                         |                   |                   |                  |                         |                         |                    |  |
|  | Isole Vergini Americane | Isole Vergini Americane | 2                 |                   |                  |                         |                         |                    |  |
|  | Isole Vergini Americane | Isole Vergini Americane | 2                 |                   |                  |                         |                         |                    |  |
|  | Antille Olandesi        | Antille Olandesi        | 3                 |                   |                  |                         |                         |                    |  |
|  | Antille Olandesi        | Antille Olandesi        | 3                 |                   | Antille Olandesi | Antille Olandesi        | 0                       |                    |  |
|  |                         |                         |                   |                   | Antille Olandesi | Antille Olandesi        | 0                       |                    |  |
|  |                         |                         | Trinidad e Tobago | Trinidad e Tobago | 3                |                         |                         |                    |  |
|  | Trinidad e Tobago       | Trinidad e Tobago       | Trinidad e Tobago | Trinidad e Tobago | 3                | 3                       |                         |                    |  |
|  | Trinidad e Tobago       | Trinidad e Tobago       |                   |                   |                  | 3                       |                         |                    |  |
|  | Bermuda                 | Bermuda                 | 0                 |                   |                  | Finale 3º/4º posto      | Finale 3º/4º posto      | Finale 3º/4º posto |  |
|  | Bermuda                 | Bermuda                 | 0                 |                   |                  |                         |                         |                    |  |
|  |                         |                         |                   |                   |                  |                         |                         |                    |  |
|  |                         |                         |                   |                   |                  | Isole Vergini Americane | Isole Vergini Americane | 3                  |  |
|  |                         |                         |                   |                   |                  | Isole Vergini Americane | Isole Vergini Americane | 3                  |  |
|  |                         |                         |                   |                   |                  | Bermuda                 | Bermuda                 | 2                  |  |

### Girone D -Bridgetown

#### Gruppi
| Gruppo A               | Gruppo B                          |
| ---------------------- | --------------------------------- |
| Bahamas Barbados Haiti | Isole Cayman Giamaica Saint Lucia |

#### Fase finale

##### Finali 1 e 3º posto
|  | Semifinali  | Semifinali  | Semifinali |          |          | Finale 1º/2º posto | Finale 1º/2º posto | Finale 1º/2º posto |  |
|  |             |             |            |          |          |                    |                    |                    |  |
|  | Giamaica    | Giamaica    | 3          |          |          |                    |                    |                    |  |
|  | Giamaica    | Giamaica    | 3          |          |          |                    |                    |                    |  |
|  | Bahamas     | Bahamas     | 0          |          |          |                    |                    |                    |  |
|  | Bahamas     | Bahamas     | 0          |          | Giamaica | Giamaica           | 2                  |                    |  |
|  |             |             |            |          | Giamaica | Giamaica           | 2                  |                    |  |
|  |             |             | Barbados   | Barbados | 3        |                    |                    |                    |  |
|  | Barbados    | Barbados    | Barbados   | Barbados | 3        | 3                  |                    |                    |  |
|  | Barbados    | Barbados    |            |          |          | 3                  |                    |                    |  |
|  | Saint Lucia | Saint Lucia | 2          |          |          | Finale 3º/4º posto | Finale 3º/4º posto | Finale 3º/4º posto |  |
|  | Saint Lucia | Saint Lucia | 2          |          |          |                    |                    |                    |  |
|  |             |             |            |          |          |                    |                    |                    |  |
|  |             |             |            |          |          | Bahamas            | Bahamas            | 3                  |  |
|  |             |             |            |          |          | Bahamas            | Bahamas            | 3                  |  |
|  |             |             |            |          |          | Saint Lucia        | Saint Lucia        | 0                  |  |

### Qualificate alla terza fase
- Antille Olandesi
- Bahamas
- Barbados
- Giamaica
- Guatemala
- Isole Vergini Americane
- Nicaragua
- Panama
- Trinidad e Tobago

## Terza fase

### Squadre partecipanti
| - Antille Olandesi - Canada - Costa Rica - Cuba - Guatemala - Isole Vergini Americane - Messico | - Nicaragua - Panama - Porto Rico - Rep. Dominicana - Stati Uniti - Trinidad e Tobago |

Più altre 3 squadre provenienti dalla seconda fase.

### Gironi
| Girone F                                   | Girone G                                         | Girone H                                               | Girone I                           |
| ------------------------------------------ | ------------------------------------------------ | ------------------------------------------------------ | ---------------------------------- |
| Cuba Guatemala Nicaragua Trinidad e Tobago | Antille Olandesi Barbados Costa Rica Stati Uniti | Messico Isole Vergini Americane Rep. Dominicana Panama | Bahamas Canada Giamaica Porto Rico |

### Qualificate ai mondiali
- Cuba
- Rep. Dominicana
- Porto Rico
- Stati Uniti

### Qualificate ai play-off
- Canada
- Costa Rica
- Messico
- Trinidad e Tobago

## Qualificate ai mondiali
- Canada
- Costa Rica
- Cuba
- Porto Rico
- Rep. Dominicana
- Stati Uniti